# El Molí (Amer)
El Molí és un molí fariner habilitat com habitatge d'Amer (Selva) inclosa a l'Inventari del Patrimoni Arquitectònic de Catalunya.

## Descripció
L'immoble actual, es troba inserit en una finca de grans proporcions i està cobert amb una teulada a dues aigües de vessants a façana. Està ubicat al costat dret del passeig del molí.
L'immoble que podem contemplar avui en dia, és el resultat final de múltiples intervencions, que s'han efectuat al llarg del temps. Així en primera instància trobem un cos central, vertical, de 4 plantes rematat amb un ràfec de quatre fileres: la primera de rajola plana, la segona de teula, la tercera de rajola plana i la quarta de teula. La planta baixa, consta d'un portal rectangular equipat amb llinda monolítica i muntants de pedra ben treballats i escairats. El primer i segon pis han estat resolts partint de la mateixa solució compositiva, és a dir dues grans obertures - una per pis- rectangulars amb llinda monolítica i muntants de pedra, les quals són projectades com a balconades i equipades amb les seves respectives baranes de ferro forjat. Tanmateix la balconada del primer pis, sobresurt especialment per la vasta inscripció de difícil interpretació que trobem incisa en la llinda. Tanca l'edifici en la part superior un quart pis, que actuaria com a galeria o golfes i que s'ha traduït en l'espai físic de la façana en format de dues gran obertures d'arc de mig punt.
Simultàniament, aquest cos central es troba flanquejat per dos cossos horitzontals - un per banda- de tres plantes respectivament. El de l'esquerra sobresurt especialment pel petit porxo, compost a base de petites arcades - tres de mig punt en la part frontal i dos arcs de mig punt rebaixats en els laterals-, que trobem en la planta baixa. El primer i segon pis contemplen sis obertures - tres per pis- bastant irrellevants, ja que no han rebut cap tractament destacat. Tanca aquest sector en la part superior, un ràfec prominent de fusta. És important remarcar, tot i que sigui a mode de particularitat, el tractament implantat en la façana lateral, la qual ha rebut un tractament completament dispar i diferent al de la façana central. Una solució a base de roques fragmentades i còdols de riu sense desbastar i treballar manipulats a cops de martell i lligades amb morter de calç.
El cos lateral dret contempla tres plantes, l'espai físic de les quals està ocupat per una sèrie d'obertures bastant irrellevants, ja que no han rebut cap tractament singular, a excepció d'una finestra rectangular que trobem en l'extrem del primer pis, la qual està equipada amb llinda monolítica i muntants de pedra. Paral·lelament, en la llinda d'aquesta finestra es pot apreciar una inscripció de difícil interpretació, arran de les heures i l'extensa vegetació que aflora en parts puntuals i específiques de la façana, com també la data de "1 7 + 8 7".
Remarcar tot i que sigui a mode d'apunt, que per tot l'espai físic de la finca trobem espargits i disseminats elements del molí, alguns dels quals han estat aprofitats donant-lis un nou us, completament nou, com ara les moles - pedres del molí que s'utilitzaven per trillar els cereals- les quals són emprades com a taules.
Comentar que tot i que l'immoble ha experimentat múltiples canvis i transformacions amb els pas del temps, a nivell interior encara es pot percebre l'essència original de l'edifici amb aquesta monumental llar de foc, els portals rectangulars equipats amb llinda monolítica i muntants de pedra ben treballats i escairats, les cobertes interiors, els estris casolans típics i tradicionals... és a dir tot un cúmul d'elements que fan que l'edifici no perdi del tot la seva naturalesa primigènia.